# Mały Wielicki Szczyt
Mały Wielicki Szczyt (słow. Malý Velický štít, węg. Kis-Felkai-csúcs, niem. Kleine Felker Spitze) – szczyt o wysokości 2301 m n.p.m. w masywie Wielickiego Szczytu w słowackich Tatrach Wysokich. Znajduje się w grani głównej Tatr Wysokich pomiędzy Wielickim Szczytem, od którego oddzielony jest Wyżnią Wielicką Ławką, a Zmarzłą Kopą, oddzieloną Niżnią Wielicką Ławką. Wznosi się nad Wielickim Kotłem oraz Kotłem pod Polskim Grzebieniem.
Mały Wielicki Szczyt nie jest udostępniony znakowanymi szlakami turystycznymi. Taternicy przechodzą przez jego wierzchołek na ogół przy pokonywaniu tzw. drogi Martina z Polskiego Grzebienia na Gerlach.

## Historia
Pierwsze znane wejścia:
- August Otto i Pavel Čižák, 12 sierpnia 1897 – letnie,
- Walter Delmár i László Teschler, 1 lutego 1916 – zimowe[3].